# تغاني (اسم)
تغاني هو اسم علم مؤنث من أصل عربي، ومعناه هو الهودج الزوجة ما دامت راكبة في الهودج.

## وصلات خارجية
- موسوعة السلطان قابوس لأسماء العرب نسخة محفوظة 5 أبريل 2019 على موقع واي باك مشين.